# Billingen
Billingen (  PRONÚNCIA) é uma montanha com a forma de ”planalto escarpado” (platåberg), situada na província histórica da Västergötland, na Suécia.

É a maior das 13 montanhas deste tipo na referida província – designadas como ”montanhas de Västgöta” (Västgötabergen). Tem um comprimento de 23 km, uma largura de 11 km e uma altitude máxima de 299 metros.  Está localizada a oeste da cidade de Skövde, e distribuida pelas comunas de Skara, Falköping e Skövde.  

É constituída por várias camadas rochosas de arenitos, calcários, e xistos contendo urânio, cobertas por uma camada de lava.

## Etimologia
O nome geográfico Billingen deriva da forma dialetal billing da palavra sueca tvilling (”gémeo”), aludindo ao facto da montanha ser composta por duas partes com um vale no meio.
Está mencionada como Billingh, em 1325.